# Mount Vernon Square
Mount Vernon Square è una stazione della metropolitana di Washington, situata sul tratto comune di linea gialla e linea verde. Si trova tra i quartieri di Downtown e di Shaw, poco a sud di Mount Vernon Square.
È stata inaugurata l'11 maggio 1991, contestualmente all'inaugurazione della linea verde.
La stazione è servita da autobus del sistema Metrobus (anch'esso gestito dalla WMATA) e dal Loudoun County Commuter Bus.